# Église de la Nativité-de-la-Sainte-Vierge de Novi Banovci
Pour les articles homonymes, voir Église de la Nativité.
L'église de la Nativité-de-la-Sainte-Vierge de Novi Banovci (en serbe cyrillique : Римокатоличка црква Рођења Блажене Дјевице Марије у Новим Бановцима ; en serbe latin : Rimokatolička crkva Rođenja Blažene Djevice Marije u Novim Banovcima) est une église catholique située à Novi Banovci en Serbie, dans la province de Voïvodine et dans la municipalité de Stara Pazova. Elle est inscrite sur la liste des monuments culturels de grande importance de la république de Serbie (identifiant no SK 1340). Église paroissiale, elle relève du diocèse de Syrmie.

## Présentation
L'église a été construite en 1766. Elle s'inscrit dans un plan tréflé, avec une sacristie carrée sur le côté sud-ouest de l'édifice. Un clocher massif de deux étages avec des arcades au rez-de-chaussée domine la façade orientale. Les façades sont rythmées par des cordons moulurés et par des pilastres surmontés de chapiteaux. L'église est recouverte d'un toit à deux pans et le clocher est couronné par une pyramide en étain.
À l'intérieur de l'édifice se trouve une icône d'une valeur exceptionnelle représentant une Vierge à l'Enfant, peinte au XIXe siècle par un artiste inconnu.